# Challenger de Verona 2021
El torneo Internazionali di Tennis Città di Verona 2021 fue un torneo profesional de tenis. Perteneció al ATP Challenger Tour 2021. Se disputó en su 1ª edición sobre superficie tierra batida, en Verona, Italia entre el 16 al el 22 de agosto de 2021.

## Jugadores participantes del cuadro de individuales
| Favorito | País                    | Jugador          | Rank1 | Posición en el torneo |
| -------- | ----------------------- | ---------------- | ----- | --------------------- |
| 1        | Bandera de España       | Carlos Taberner  | 106   | Semifinales           |
| 2        | Bandera de Kazajistán   | Dmitry Popko     | 181   | Cuartos de final      |
| 3        | Bandera de Italia       | Paolo Lorenzi    | 189   | Segunda ronda         |
| 4        | Bandera de Dinamarca    | Holger Rune      | 191   | CAMPEÓN               |
| 5        | Bandera del Reino Unido | Jay Clarke       | 219   | Semifinales           |
| 6        | Bandera de Francia      | Maxime Janvier   | 235   | Cuartos de final      |
| 7        | Bandera de Italia       | Lorenzo Giustino | 236   | Primera ronda         |
| 8        | Bandera de Portugal     | Gastão Elias     | 239   | Cuartos de final      |

- 1 Se ha tomado en cuenta el ranking del 9 de agosto de 2021.

### Otros participantes
Los siguientes jugadores recibieron una invitación (wild card), por lo tanto ingresan directamente al cuadro principal (WC):
- Marco Bortolotti
- Giulio Zeppieri
- Fletcher Scott

Los siguientes jugadores ingresan al cuadro principal tras disputar el cuadro clasificatorio (Q):
- Nerman Fatić
- Francesco Forti
- Matija Pecotić
- Matheus Pucinelli de Almeida

## Campeones

### Individual Masculino
- Holger Rune derrotó en la final a  Nino Serdarušić, 6–4, 6–2

### Dobles Masculino
- Sadio Doumbia /  Fabien Reboul derrotaron en la final a  Luca Margaroli /  Gonçalo Oliveira, 7–5, 4–6, [10–6]